# Furio Camillo (Pacini)
Furio Camillo è un'opera in tre atti composta da Giovanni Pacini su libretto di Jacopo Ferretti. Si tratta di un lavoro importante nel panorama della produzione di Pacini, giacché, assieme a Saffo, in quest'opera il compositore incomincia a distaccarsi dalle forme rossiniane, alla ricerca di uno stile più espressivo e personale.
L'opera piacque alla critica, ma non fu fortunata come Saffo, e presto uscì di repertorio. Come gran parte della produzione paciniana, questo lavoro attende ancora una ripresa in tempi moderni.

## Ruoli
| Ruolo          | Voce    | Primo cast        |
| -------------- | ------- | ----------------- |
| Camillo        | tenore  | Domenico Reina    |
| Lucio Apuleio  | basso   | Pietro Gianni     |
| Emilia         | soprano | Fanny Marray      |
| Cominio Ponzio | tenore  | Napoleone Rossi   |
| M. Manlio      | basso   | Michele Benedetti |
| Brenno         | basso   | Giovanni Setti    |
| Valeria        | soprano | Anna Salvetti     |

## Trama
Il melodramma trae spunto da alcuni fatti storici relativi a Furio Camillo, adeguatamente romanzati, con l'aggiunta di un'amante per il protagonista completamente inventata. Quasi tutti i personaggi, però, sono realmente esistiti, anche se viene dato loro un carattere creato di punto in bianco, come Apuleio, che sì fu accusatore di Camillo (come ci riporta Plutarco), ma che nell'opera è stigmatizzato come un tipico antagonista violento e senza scrupoli, e anzi con mire a diventare re di Roma, cosa della quale non esiste la benché minima prova.

### Atto I
Il tribuno Lucio Apuleio incita il popolo contro Furio Camillo, che ha appena vinto la città etrusca di Veio. Egli asserisce che l'uomo vuole diventare sovrano di Roma, mentre è Apuleio stesso che vuole diventarlo. Un fido compagno di Camillo, Cominio, ode tutte, e lo va a riferire ad Emilia, l'amante di Camillo. Emilia capisce che Apuleio incita il popolo alla rivolta perché vuole disfarsi di Camillo alfine di poterla possedere. Quando giunge Camillo, Emilia gli svela tutto. L'uomo è furioso, ma è tardi: Camillo è trascinato a processo ed esiliato. Camillo sceglie Ardea come meta del suo esilio.

### Atto II
I Galli, guidati da Brenno si stanno dirigendo a Roma, assetati di vendetta contro uno sgarro perpetuato da uno dei Fabii, che, mandato assieme ai fratelli come ambasciatore, aveva ucciso uno dei Galli. Nel frattempo Emilia prova a raggiungere Ardea, ma si imbatte in Lucio, che alterna suppliche e minacce. Emilia riesce a sfuggirgli rifugiandosi fra le Vestali in fuga da Roma. Nel frattempo, a Camillo viene annunciato che è stato eletto dittatore. L'uomo si prepara a difendere la patria che lo aveva esiliato.

### Atto III
I Galli patteggiano con i Romani. Apuleio e Brenno guidano le trattative. I barbari hanno falsato le norme del peso, e quindi vogliono più oro di quanto pattuito. Apuleio protesta, ma Brenno, sprezzante, lo ammonisce di non lamentarsi in quanto sconfitto, e per dargli un'ulteriore prova di superiorità mette la sua spada sulla bilancia che stabilisce l'oro da dare ai Galli, di modo che questo aumenti. Ma improvvisamente giunge Camillo, che interrompe le trattative e sprona i Romani alla pugna. Sulle rovine del Campidoglio, Manlio, padre di Emilia, annuncia a Valeria, amica della figlia, che Apuleio ha colpito durante la lotta Camillo a tradimento. Tuttavia, poco dopo, giunge Cominio, che assicura che Camillo è vivo, e che il colpo del traditore è stato prevenuto da un ignoto giovinetto, che ha in seguito trafitto Apuleio. Torna Camillo, trionfante: i Romani hanno vinto. Vuole trovare il suo salvatore fra i soldati, e con sua somma sorpresa l'ignoto giovane era Emilia vestita da soldato. La donna però sa che dovrà pagare con la vita il suo delitto, Il popolo però la perdona, e anzi gioisce dell'uccisione di un traditore. Emilia e Camillo possono vivere in serenità ora.

## Struttura musicale
- Sinfonia

### Atto I
- N. 1 - Introduzione, Cavatina di Lucio e Stretta Tu le silenti tenebre - Di Tarquinio al vuoto soglio - Bando giuriam, sterminio (Coro, Cominio, Lucio)
- N. 2 - Coro e Cavatina di Emilia Bella qual virgin rosa - Io d'Imen m'affretto all'ara (Valeria, Coro, Emilia)
- N. 3 - Coro e Cavatina di Camillo S'oggi di Veja il fato - Se la patria, amici numi (Coro, Camillo)
- N. 4 - Duetto fra Camillo ed Emilia T'ama il Tribuno! Audace
- N. 5 - Finale I Ahi! sventura! orrenda! estrema (Valeria, Coro, Cominio, Manlio, Lucio, Camillo, Emilia)

### Atto II
- N. 6 - Cavatina di Brenno Del guerrier per frode spento (Brenno, Coro)
- N. 7 - Duetto fra Lucio ed Emilia In sì feral momento (Lucio, Emilia, Coro)
- N. 8 - Aria di Camillo A ferir la man si appresta (Camillo, Cominio, Coro)

### Atto III
- N. 9 - Coro e Terzetto fra Brenno, Camillo e Lucio Guai pei vinti! - Ah! se al terror che gelido (Brenno, Camillo, Lucio, Cominio, Manlio, Coro)
- N. 10 - Coro e Aria Finale di Emilia Sulle fumanti ceneri - Ah! mi lascia: il mio delitto (Valeria, Manlio, Cominio, Coro, Camillo Emilia)